# Pulitzer-Preis 1950
Der Pulitzer-Preis 1950 war die 34. Verleihung des renommierten US-amerikanischen Literaturpreises. Es wurden Preise in 13 Kategorien im Bereich Journalismus und dem Bereich Literatur, Theater und Musik vergeben.
Die Jury des Pulitzer-Preises bestand aus 15 Personen, unter anderem Joseph Pulitzer, Sohn des Pulitzer-Preis-Stifters und Herausgeber des St. Louis Post-Dispatch und Dwight D. Eisenhower, Präsident der Columbia-Universität.

## Preisträger
| Kategorie                                           | Preisträger                                    | Begründung |
| --------------------------------------------------- | ---------------------------------------------- | --- |
| Dienst an der Öffentlichkeit (Public Service)       | Chicago Daily News und St. Louis Post-Dispatch | Preis verliehen für die Arbeit von George Thiem und Roy J. Harris, die aufdeckten, dass 37 Personen aus dem Umfeld von Zeitungen in Illinois auf der Gehaltsliste des Staates Illinois stehen. |
| Lokale Berichterstattung (Local Reporting)          | Meyer Berger, The New York Times               | Preis verliehen für seinen Artikel mit 4000 Wörtern über die Massenmorde von Howard Unruh in Camden.                                                                                           |
| Berichterstattung im Inland (National Reporting)    | Edwin O. Guthman, The Seattle Times            | Preis verliehen für die Berichterstattung über die Beschuldigung von Melvin Rader, er wäre Kommunist, durch das Canwell Komitees.                                                              |
| Auslandsberichterstattung (International Reporting) | Edmund Stevens, The Christian Science Monitor  | Preis verliehen für seine Serie mit 43 Artikel über seinen dreijährigen Aufenthalt in Russland mit dem Titel This Is Russia Uncensored.                                                        |
| Leitartikel (Editorial Writing)                     | Carl M. Saunders, Jackson Citizen Patriot      | Preis verliehen für die Leitartikel im Laufe des Jahres. |
| Karikatur (Editorial Cartooning)                    | James T. Berryman, The Evening Star            | Preis verliehen für All Set for a Super-Secret Session in Washington. |
| Fotografie (Photography)                            | Bill Crouch, Oakland Tribune                   | Preis verliehen für die Fotografie Near Collision at Air Show. |

| Kategorie                                                   | Preisträger                                                                             |
| ----------------------------------------------------------- | --------------------------------------------------------------------------------------- |
| Belletristik (Fiction)                                      | The Way West, by A. B. Guthrie                                                          |
| Theater (Drama)                                             | South Pacific von Richard Rodgers, Oscar Hammerstein II und Joshua Logan                |
| Geschichte (History)                                        | Art and Life in America von Oliver W. Larkin                                            |
| Biographie oder Autobiographie (Biography or Autobiography) | John Quincy Adams and the Foundations of American Foreign Policy von Samuel Flagg Bemis |
| Dichtung (Poetry)                                           | Annie Allen von Gwendolyn Brooks                                                        |
| Musik (Music)                                               | Musik für die Oper The Consul von Gian Carlo Menotti                                    |